# جاناتان دیبن
جاناتان دیبن (انگلیسی: Jonathan Dibben؛ زادهٔ ۱۲ فوریهٔ ۱۹۹۴) دوچرخه‌سوار اهل بریتانیا است.
از باشگاه‌هایی که در آن بازی کرده‌است می‌توان به تیم اسکای، کنندیل–دراپاک، و تیم لوتو–سودال اشاره کرد.
وی در مسابقات کشوری و بین‌المللی در مجموع برندهٔ ۳ مدال طلا، ۲ مدال نقره، ۱ مدال برنز شده‌است.